# 扎里喬沃
48°46′12″N 22°30′50″E / 48.77000°N 22.51389°E
扎里喬沃（羅馬化：Zarichovo）是位於烏克蘭西部外喀爾巴阡州烏日霍羅德區佩列欽市鎮的村莊，面積3.28平方公里，人口2,275，人口密度每平方公里693.6人。